# Claude-Jacques Legrand
Pour les articles homonymes, voir Legrand.
Claude-Jacques Legrand (7 avril 1928-1er mai 2009) est un romancier, nouvelliste et scénariste français de bande dessinée de science-fiction.
Il a notamment participé, dans des revues de bande dessinée telles que Futura (créée en 1972) ou Kabur (1975), à la création d'un grand nombre de séries : Kabur et Le Gladiateur de bronze avec Luciano Bernasconi, La Brigade temporelle avec Edmond Ripoll, Jaleb le télépathe avec Annibale Casabianca, etc.